# Table ronde européenne du commerce de détail
La Table ronde européenne du commerce de détail (en anglais European Retail Round Table, ERRT) est une organisation européenne basée en Belgique qui représente les entreprises de distribution européenne. L'association (l'ensemble de ses membres) représente au total 2,3 millions de personnes et un chiffre d'affaires de 400 milliards d'euros.

## Membres
La liste des membres, en décembre 2013, est la suivante :
| Membre           | Pays d'origine     |
| ---------------- | ------------------ |
| Asda Walmart     | Royaume-Uni        |
| Auchan           | France             |
| C&A              | Pays-Bas Allemagne |
| Carrefour        | France             |
| Ahold Delhaize   | Belgique Pays-Bas  |
| El Corte Inglés  | Espagne            |
| H&M              | Suède              |
| ICA              | Suède              |
| IKEA             | Suède              |
| Inditex          | Espagne            |
| Jerónimo Martins | Portugal           |
| Lidl             | Allemagne          |
| Marks & Spencer  | Royaume-Uni        |
| Mercadona SA     | Espagne            |
| Metro Group      | Allemagne          |
| Royal Ahold      | Pays-Bas           |
| Tesco            | Royaume-Uni        |